# Thüringer Landtag

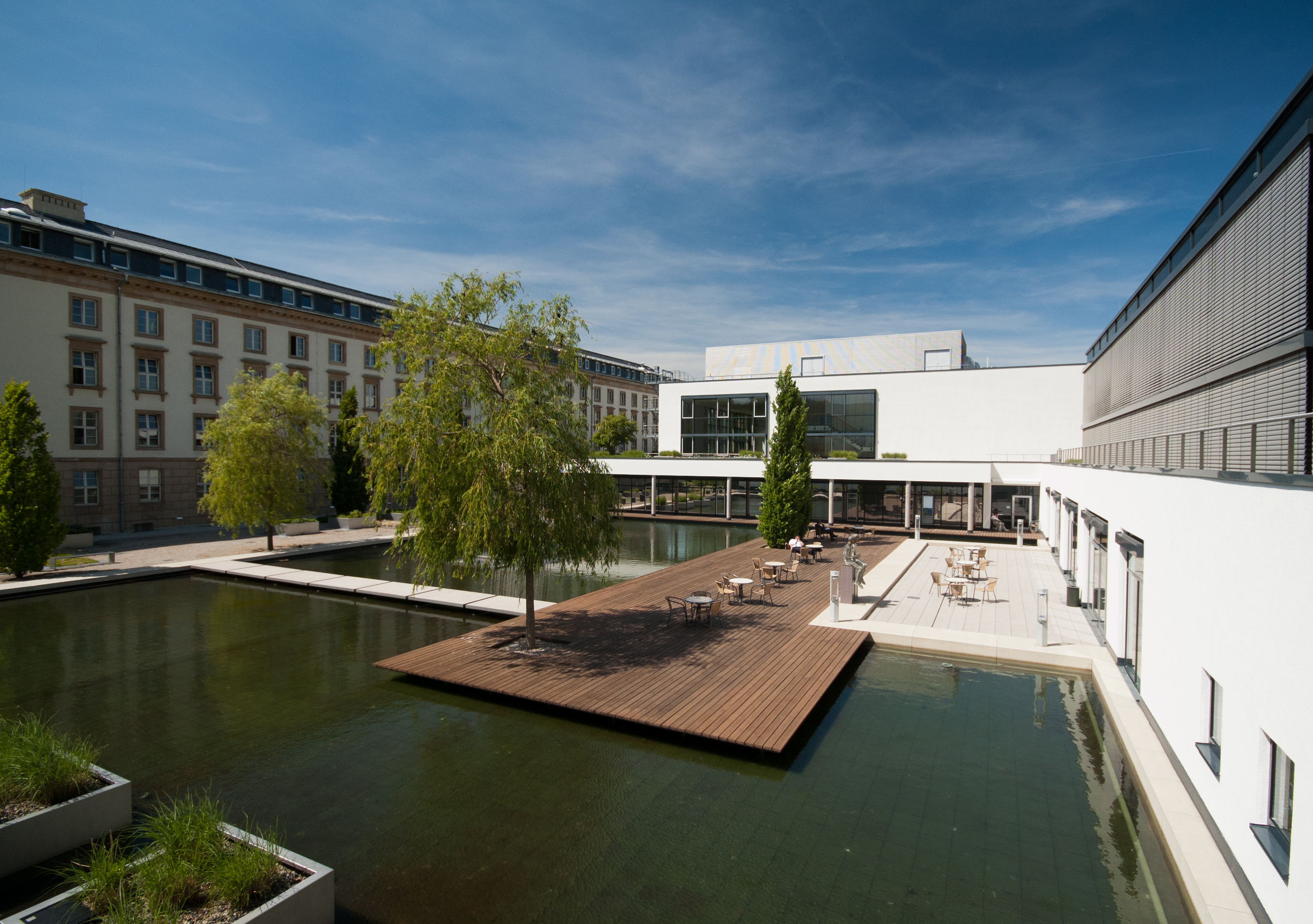
Terrasse zwischen Fraktionsgebäude (links) und Funktionsgebäude

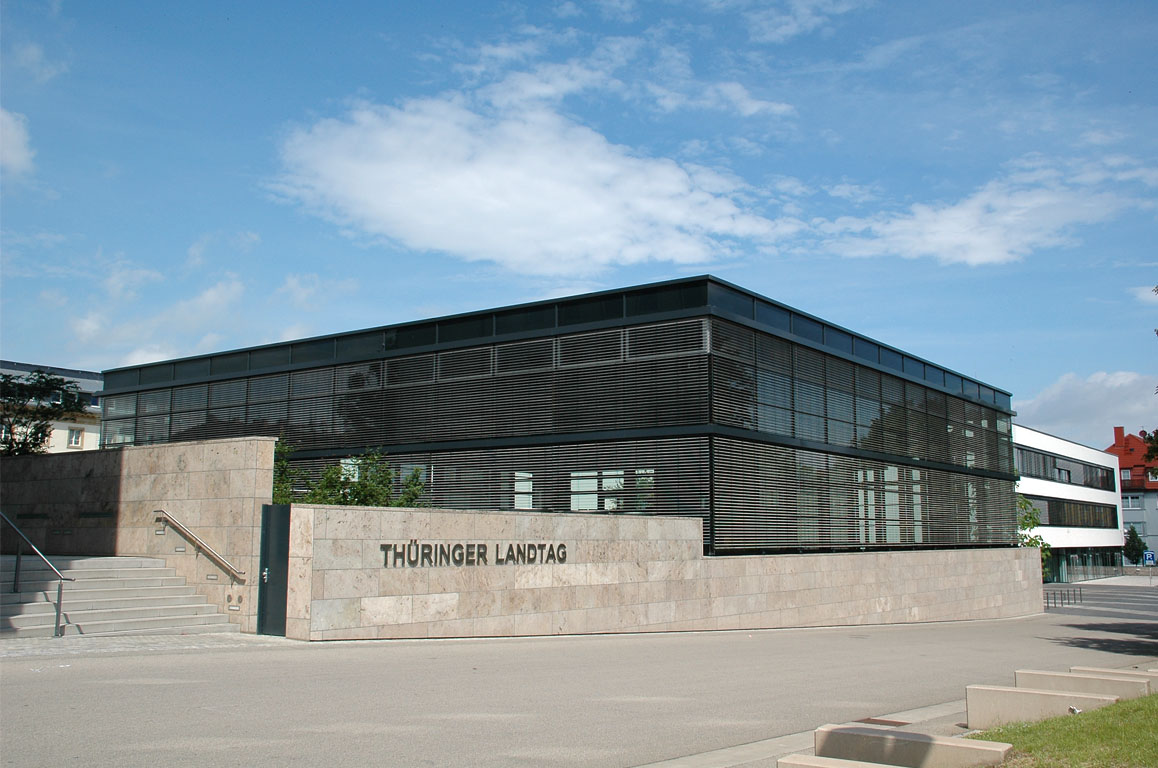
Plenarsaal, von außen

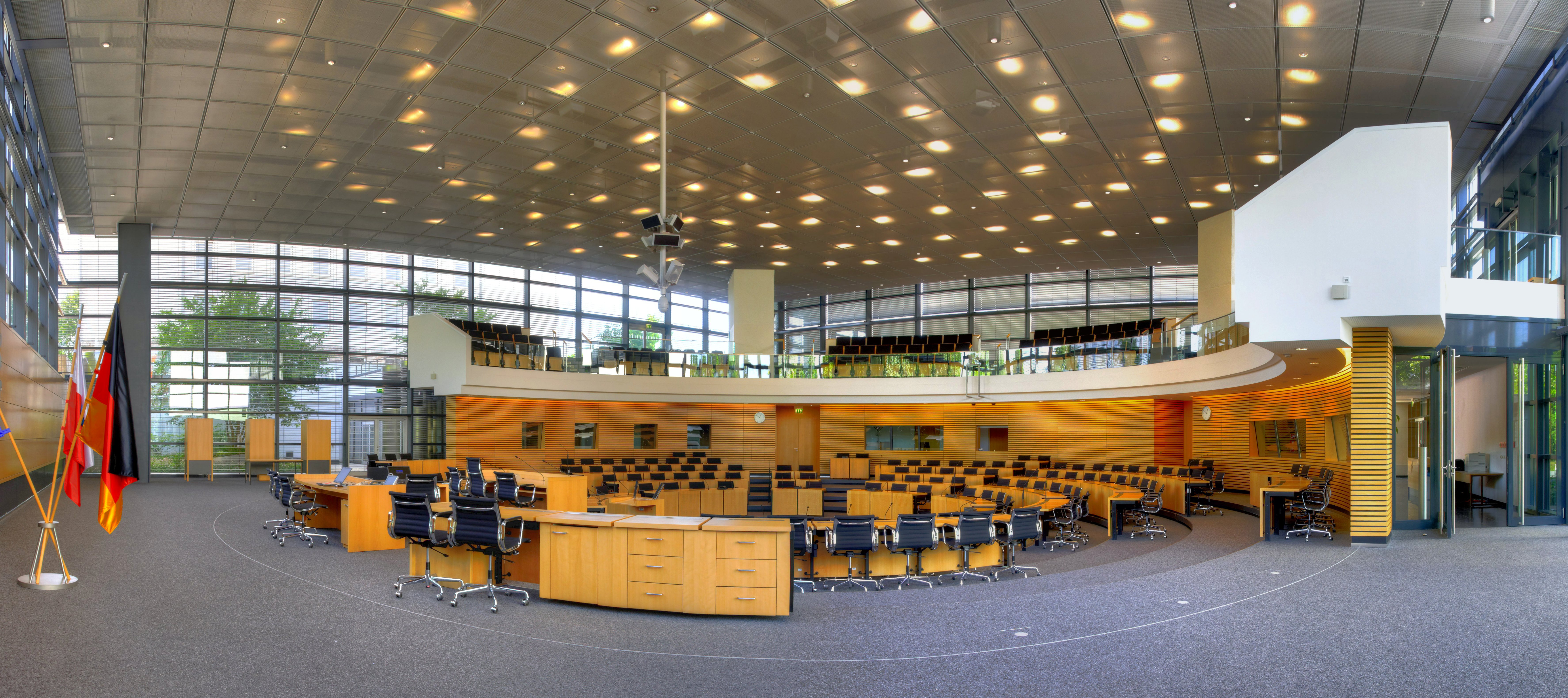
Plenarsaal, von innen

Der Thüringer Landtag ist das Landesparlament des Freistaats Thüringen. Sitz des Landtags ist Erfurt.
Der Landtag nimmt im politischen System Thüringens die Rolle der Legislative auf Landesebene ein. Seine verfassungsmäßige Grundlage sind die Artikel 48 bis 69 der Verfassung des Freistaats Thüringen. Der Landtag verabschiedet Landesgesetze, wählt den Thüringer Ministerpräsidenten und kontrolliert die Arbeit der Landesregierung.
In Erfurt werden mehrere Gebäude in der Arnstädter Straße vom Landtag genutzt. Straßenseitig dominiert der von 1936 bis 1939 von Wilhelm Pook errichtete neoklassizistische Gebäudekomplex (Fraktionsgebäude des Thüringer Landtags), in dem heute Büros untergebracht sind. Dahinter befinden sich mehrere Neubauten aus den Jahren 1998 bis 2003, u. a. auch der Plenarsaal, in dem die Tagungen des Landtags stattfinden. Des Weiteren gehört das von 1950 bis 1951 errichtete Hochhaus der Verwaltung des ehemaligen Bezirks Erfurt, umgangssprachlich Eierkiste genannt, zu den Gebäuden des Landtags. Heute dient es der Landtagsverwaltung als Bürohaus.
Im am 1. September 2024 gewählten 8. Landtag mit 88 Sitzen sind fünf Fraktionen vertreten. Die AfD nimmt 32 Sitze ein, ist damit stärkste Fraktion und hat eine Sperrminorität. Die von 1990 bis 2019 stets größte Fraktion, die der CDU, ist mit 23 Abgeordneten weiterhin zweitgrößte Kraft. Das BSW zog erstmals in den Landtag ein und liegt mit 15 Sitzen an dritter Stelle. Die Linke, die in der vorangegangenen Wahlperiode noch stärkste Kraft im Landtag war, kommt auf nunmehr zwölf Sitze. Kleinste Fraktion im Landtag ist mit sechs Abgeordneten die SPD-Fraktion.

## Wahlrecht
Der Landtag wird für fünf Jahre gewählt. Wahlberechtigt sind alle Deutschen, die am Wahltag 18 Jahre alt sind und seit mindestens drei Monaten in Thüringen ihren Wohnsitz haben oder sich dort gewöhnlich aufhalten. Die Wahl der im Normalfall 88 Abgeordneten erfolgt nach den Grundsätzen einer mit der Personenwahl verbundenen Verhältniswahl. In 44 Wahlkreisen werden 44 Wahlkreisabgeordnete direkt gewählt; diese werden bei Verteilung der Gesamtzahl von 88 Abgeordneten angerechnet. Hierbei werden ausschließlich jene Landeslisten der Parteien und Wählervereinigungen berücksichtigt, die mehr als fünf Prozent der abgegebenen Stimmen erhalten haben (Fünf-Prozent-Hürde). Die bei der Sitzzuteilung unberücksichtigten Stimmen erreichten bei der Landtagswahl 2004 einen Höchststand von 16,4 Prozent der abgegebenen Zweitstimmen.

## Verwaltung
Neben Juristen sind weitere Fachleute aus allen Bereichen als Beamte oder Tarifbeschäftigte für die Unterstützung der Abgeordneten aktiv. Die Mitarbeiter sind zur politischen Neutralität verpflichtet.
Oberster Dienstherr ist der Präsident des Thüringer Landtages, Thadäus König. Sein ständiger Stellvertreter und Behördenleiter ist der Direktor beim Thüringer Landtag, Jörg Hopfe.

## Wahlergebnisse und Landesregierungen seit 1990

### 1. Wahlperiode
Die Wahl zum 1. Thüringer Landtag fand am 14. Oktober 1990 statt. Im Landtag waren fünf Fraktionen vertreten. Die CDU wurde stärkste Partei und ging eine Koalition mit der FDP ein. Am 8. November 1990 bildete sich das Kabinett Duchač. Am 23. Januar 1992 erklärte Ministerpräsident Josef Duchač seinen Amtsverzicht. Am 11. Februar 1992 trat das Kabinett Vogel I zusammen.

### 2. Wahlperiode
Die Wahl zum 2. Thüringer Landtag fand am 16. Oktober 1994 statt. Die CDU wurde stärkste Partei und bildete eine Koalition mit der SPD. In der Folge bildete sich das Kabinett Vogel II. Einzige Oppositionspartei war die PDS, da Grüne und FDP an der Fünf-Prozent-Hürde gescheitert waren.

### 3. Wahlperiode
Die Wahl zum 3. Thüringer Landtag fand am 12. September 1999 statt. Die CDU wurde stärkste Partei und erhielt die absolute Mehrheit. Am 1. Oktober 1999 bildete sich das Kabinett Vogel III. Wie bereits in der vorangegangenen Wahlperiode waren neben der CDU nur PDS und SPD im Landtag vertreten, wobei die PDS nun zweitstärkste Kraft war.
Nachdem Bernhard Vogel aus Altersgründen zurückgetreten war, wurde am 5. Juni 2003 das Kabinett Althaus I gebildet.

### 4. Wahlperiode
Die Wahl zum 4. Thüringer Landtag fand am 13. Juni 2004 statt. Die CDU wurde stärkste Partei und konnte ihre absolute Mehrheit trotz Stimmenverlusten verteidigen. In der Folge bildete sich das Kabinett Althaus II. Erneut waren nur CDU, PDS (ab 2007 Die Linke) und SPD im Landtag vertreten.

### 5. Wahlperiode
Die Wahl zum 5. Thüringer Landtag fand am 30. August 2009 statt. Die CDU wurde stärkste Partei. Erstmals nach 1990 schafften Grüne und FDP wieder den Sprung über die Fünf-Prozent-Hürde. Das Wahlergebnis brachte mehrere Koalitionsoptionen. Schließlich entschied sich die SPD für eine Koalition als Juniorpartner der CDU und gegen eine ebenfalls mögliche rot-rote Koalition mit der Linken. In der Folge bildete sich das Kabinett Lieberknecht.

### 6. Wahlperiode
Die Wahl zum 6. Thüringer Landtag fand am 14. September 2014 statt. Die CDU wurde stärkste Partei. Während die FDP ausschied, zog erstmals die AfD in den Landtag ein. Die SPD führte ihre bisherige Koalition mit der CDU nicht fort und trat stattdessen in eine Regierung aus Die Linke, SPD und Bündnis 90/Die Grünen ein. Die CDU ging somit erstmals seit der Wiedergründung Thüringens in die Opposition. Am 5. Dezember 2014 wurde Bodo Ramelow mit 46 von 91 möglichen Stimmen zum ersten Ministerpräsidenten der Partei Die Linke der deutschen Geschichte gewählt. Er bildete das Kabinett Ramelow I.

### 7. Wahlperiode
Die Wahl zum 7. Thüringer Landtag fand am 27. Oktober 2019 statt. Die Linke wurde stärkste Partei vor AfD und CDU, verlor aber ihre bisherige Regierungsmehrheit mit SPD und Grünen. Einschließlich der FDP, die nur knapp die Fünf-Prozent-Hürde überwand, bestand der Thüringer Landtag erstmals aus sechs Fraktionen.
Bei der Plenarsitzung am 5. Februar 2020 wurde Thomas Kemmerich im 3. Wahlgang überraschend mit den Stimmen der FDP, CDU und AfD zum Ministerpräsidenten gewählt. Kurz nach dem er die Wahl angenommen hatte, trat er allerdings wieder vom Amt als Ministerpräsident zurück und war danach nur noch geschäftsführend im Amt. Am 4. März 2020 wurde Bodo Ramelow im dritten Wahlgang zum Ministerpräsidenten gewählt. Er bildete wiederum mit SPD und Grünen das Kabinett Ramelow II, das als Minderheitsregierung bis zum Ende der Wahlperiode im Amt blieb.
Durch den Austritt der Abgeordneten Ute Bergner verlor die FDP im September 2021 den Fraktionsstatus und bestand bis zum Ende der Wahlperiode als parlamentarische Gruppe fort. Somit gab es im Landtag bis zum Ende der Wahlperiode nur noch fünf Fraktionen. Die von Bergner mitgegründete Partei Bürger für Thüringen hatte durch Fraktionsübertritte im Jahr 2022 ebenfalls kurzzeitig Gruppenstatus im Landtag.

### 8. Wahlperiode
Die Wahl zum 8. Thüringer Landtag fand am 1. September 2024 statt. Die AfD wurde stärkste Partei vor der CDU und dem neu gegründeten BSW; Grüne und FDP schieden aus.
Die konstituierende Sitzung des 8. Thüringer Landtags begann am 26. September 2024 und wurde bis zum 28. September unterbrochen, da Alterspräsident Jürgen Treutler (AfD) die Beschlussfähigkeit nicht feststellte und über einen Antrag zur Geschäftsordnung nicht abstimmen ließ. Der von der CDU-Fraktion im Thüringer Landtag angerufene Verfassungsgerichtshof stellte am 27. September 2024 fest, dass verfassungsmäßige Rechte von vier Fraktionen durch den Alterspräsidenten verletzt worden waren. Er beschloss im einstweiligen Anordnungsverfahren, dass über die Änderung zur Geschäftsordnung auch bereits vor der Wahl des Landtagspräsidenten abgestimmt werden könne und verpflichtete den Alterspräsidenten Treutler, die Feststellung über die Beschlussfähigkeit des Landtags zu treffen, sodann die Tagesordnung mit diesem Antrag zur Abstimmung zu stellen und dann nach der vom Parlament beschlossenen Tagesordnung zu verfahren. Weitergehende Anträge wies er zurück.
In der Sitzung am 28. September 2024 wurde die Geschäftsordnung geändert und Thadäus König (CDU) zum Landtagspräsidenten gewählt.
Am 12. Dezember 2024 wurde Mario Voigt (CDU) mit 51 von 88 möglichen Stimmen zum Ministerpräsidenten gewählt. Er bildet derzeit das Kabinett Voigt.

## Präsidenten des Thüringer Landtags
Folgende Personen fungierten bislang als Präsident oder Präsidentin des Thüringer Landtags:
| Wahlperiode | Amtszeit  | Präsident/in           | Fraktion  | Lebensdaten | Bild | Anmerkung                                        |
| ----------- | --------- | ---------------------- | --------- | ----------- | ---- | ------------------------------------------------ |
| 1.          | 1990–1994 | Gottfried Müller       | CDU       | * 1934      |      |                                                  |
| 2.          | 1994–1999 | Frank-Michael Pietzsch | CDU       | * 1942      |      |                                                  |
| 3.          | 1999–2004 | Christine Lieberknecht | CDU       | * 1958      |      |                                                  |
| 4.          | 2004–2009 | Dagmar Schipanski      | CDU       | 1943–2022   |      |                                                  |
| 5.          | 2009–2014 | Birgit Diezel          | CDU       | * 1958      |      |                                                  |
| 6.          | 2014–2018 | Christian Carius       | CDU       | * 1976      |      | zurückgetreten (Wechsel in die Privatwirtschaft) |
| 6.          | 2018–2019 | Birgit Diezel          | CDU       | * 1958      |      |                                                  |
| 7.          | 2019–2024 | Birgit Pommer          | Die Linke | * 1959      |      |                                                  |
| 8.          | seit 2024 | Thadäus König          | CDU       | * 1982      |      |                                                  |

## Alterspräsidenten
Folgende Abgeordnete eröffneten die konstituierenden Sitzungen der Thüringer Landtage als Alterspräsidenten:
| Wahlperiode | Datum                      | Alterspräsident/in  | Fraktion    | Lebensdaten | Alter | Anmerkung                            |
| ----------- | -------------------------- | ------------------- | ----------- | ----------- | ----- | ------------------------------------ |
| 1.          | 25. Oktober 1990           | Siegfried Geißler   | NF/Grüne/DJ | 1929–2014   | 61    | ab 22. Dezember 1992 fraktionslos    |
| 2.          | 10. November 1994          | Bernhard Vogel      | CDU         | 1932–2025   | 61    | zugleich Thüringer Ministerpräsident |
| 3.          | 1. Oktober 1999            | Bernhard Vogel      | CDU         | 1932–2025   | 66    | zugleich Thüringer Ministerpräsident |
| 4.          | 8. Juli 2004               | Siegfried Jaschke   | CDU         | * 1939      | 65    |                                      |
| 5.          | 29. September 2009         | Klaus von der Krone | CDU         | 1944–2023   | 65    |                                      |
| 6.          | 14. Oktober 2014           | Elke Holzapfel      | CDU         | * 1945      | 69    |                                      |
| 7.          | 26. November 2019          | Karlheinz Frosch    | AfD         | * 1950      | 69    | ab 27. Mai 2024 fraktionslos         |
| 8.          | 26. und 28. September 2024 | Jürgen Treutler     | AfD         | * 1951      | 73    |                                      |

## Abgeordnetenlisten
- Liste von Listen der Mitglieder des Thüringer Landtags

## Gremien
Im Folgenden sind die Ausschüsse und Gremien des 8. Thüringer Landtags (2024 bis voraussichtlich 2029) aufgeführt.

### Fachausschüsse
| Ausschuss                                                    | Vorsitz                      | Stellvertreter           | Mitglieder | Mitglieder | Mitglieder | Mitglieder | Mitglieder | Mitglieder |
| Ausschuss                                                    | Vorsitz                      | Stellvertreter           | gesamt     | AfD        | CDU        | BSW        | Linke      | SPD        |
| ------------------------------------------------------------ | ---------------------------- | ------------------------ | ---------- | ---------- | ---------- | ---------- | ---------- | ---------- |
| Ausschuss für Bildung, Wissenschaft und Kultur               | Ulrike Grosse-Röthig (Linke) | Thomas Benninghaus (AfD) | 12         | 4          | 3          | 2          | 2          | 1          |
| Ausschuss für Digitales und Infrastruktur                    | Lutz Liebscher (SPD)         | Anja Müller (Linke)      | 12         | 4          | 3          | 2          | 2          | 1          |
| Ausschuss für Europa, Medien, Ehrenamt und Sport             | Roberto Kobelt (BSW)         | Jens Cotta (AfD)         | 12         | 4          | 3          | 2          | 2          | 1          |
| Ausschuss für Gleichstellung                                 | Dieter Laudenbach (AfD)      | Steffen Quasebarth (BSW) | 12         | 4          | 3          | 2          | 2          | 1          |
| Ausschuss für Inneres, Kommunales und Landesentwicklung      | Sigrid Hupach (BSW)          | Ringo Mühlmann (AfD)     | 12         | 4          | 3          | 2          | 2          | 1          |
| Ausschuss für Justiz, Migration und Verbraucherschutz        | Stefan Möller (AfD)          | Christoph Zippel (CDU)   | 13         | 4          | 4          | 2          | 2          | 1          |
| Ausschuss für Soziales, Gesundheit, Arbeit und Familie       | Christoph Zippel (CDU)       | Cornelia Urban (SPD)     | 12         | 4          | 3          | 2          | 2          | 1          |
| Ausschuss für Umwelt, Energie, Naturschutz und Forsten       | Christina Tasch (CDU)        | Nadine Hoffmann (AfD)    | 12         | 4          | 3          | 2          | 2          | 1          |
| Ausschuss für Wirtschaft, Landwirtschaft und Ländlichen Raum | Uwe Thrum (AfD)              | Martin Henkel (CDU)      | 12         | 4          | 3          | 2          | 2          | 1          |
| Haushalts- und Finanzausschuss                               | Maik Kowalleck (CDU)         | Alexander Kästner (BSW)  | 12         | 4          | 3          | 2          | 2          | 1          |
| Petitionsausschuss                                           | Nadine Hoffmann (AfD)        | Claudia Heber (CDU)      | 12         | 4          | 3          | 2          | 2          | 1          |
| Wahlprüfungsausschuss                                        | Denny Jankowski (AfD)        | Wolfgang Weisskopf (CDU) | 8          | 3          | 2          | 1          | 1          | 1          |

### Unterausschüsse
| Ausschuss          | Unterausschuss          | Vorsitz                 | Stellvertreter      | Mitglieder | Mitglieder | Mitglieder | Mitglieder | Mitglieder | Mitglieder |
| Ausschuss          | Unterausschuss          | Vorsitz                 | Stellvertreter      | gesamt     | AfD        | CDU        | BSW        | Linke      | SPD        |
| ------------------ | ----------------------- | ----------------------- | ------------------- | ---------- | ---------- | ---------- | ---------- | ---------- | ---------- |
| Petitionsausschuss | Strafvollzugskommission | Dieter Laudenbach (AfD) | Claudia Heber (CDU) | 12         | 4          | 3          | 2          | 2          | 1          |

### Untersuchungsausschüsse
| Ausschuss                                                   | Vorsitz | Stellvertreter | Mitglieder |
| ----------------------------------------------------------- | ------- | -------------- | ---------- |
| Corona-Untersuchungsausschuss                               | –       | –              | –          |
| Untersuchungsausschuss zur Arbeit des Inlandsgeheimdienstes | –       | –              | –          |

### Weitere Gremien
| Gremium                             | Vorsitz | Stellvertreter | Mitglieder | Mitglieder | Mitglieder | Mitglieder | Mitglieder | Mitglieder |
| Gremium                             | Vorsitz | Stellvertreter | gesamt     | AfD        | CDU        | BSW        | Linke      | SPD        |
| ----------------------------------- | ------- | -------------- | ---------- | ---------- | ---------- | ---------- | ---------- | ---------- |
| Ältestenrat                         | –       | –              | 12         | 4          | 3          | 2          | 2          | 1          |
| G-10-Kommission                     | –       | –              | 3          | –          | –          | –          | –          | –          |
| Parlamentarische Kontrollkommission | –       | –              | 4          | –          | –          | –          | –          | –          |

## Vorgängerlandtage
- Der Thüringer Landtag während der Weimarer Republik ist in Thüringer Landtag (Weimarer Republik) dargestellt.
- Der Thüringer Landtag während der Zeit der SBZ und DDR ist in Thüringer Landtag (1946–1952) beschrieben.

## Landtagsgebäude

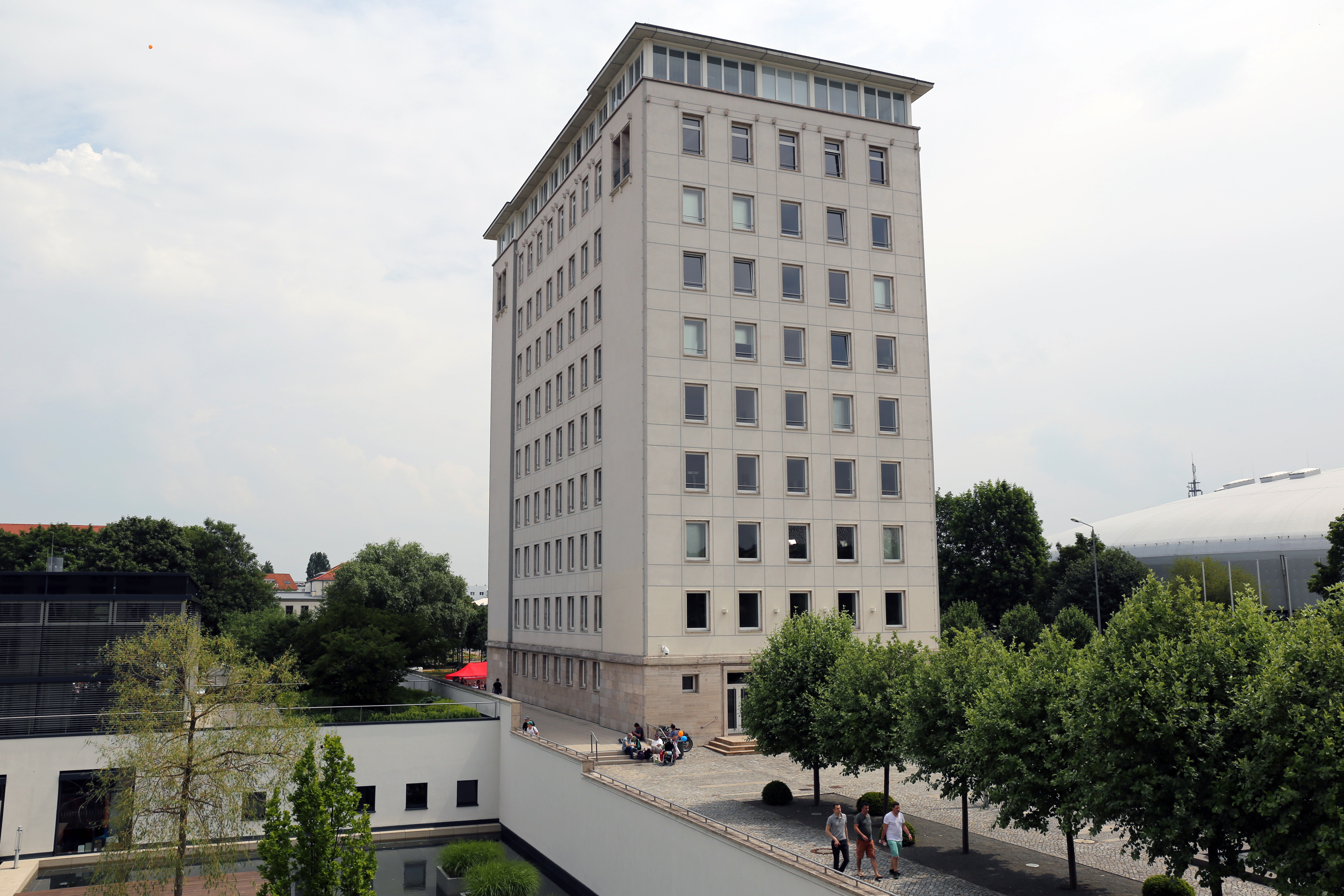
Hochhaus des Thüringer Landtags

Auf dem Gelände des Thüringer Landtags befinden sich drei Gebäude:
- das Fraktionsgebäude des Thüringer Landtags an der Arnstädter Straße von 1939
- das Hochhaus des Thüringer Landtags an der Johann-Sebastian-Bach-Straße von 1951
- das Funktionsgebäude des Thüringer Landtags an der Jürgen-Fuchs-Straße von 2002 mit dem neuen Plenarsaal

Ein Zitat der Schriftstellerin und Historikerin Ricarda Huch aus ihrer Zeit als Alterspräsidentin der Beratenden Landesversammlung Thüringen schmückt heute das Parlament in Erfurt. Wer den Thüringer Landtag durch den ursprünglichen Eingang an der Arnstädter Straße betritt, trifft im Foyer des Fraktionsgebäudes auf ihre Worte vom 12. Juni 1946, die wie eine Widmung wirken: „Es sei dem Lande Thüringen beschieden, dass niemals mehr im wechselnden Geschehen ihm diese Sterne untergehen: Das Recht, die Freiheit und der Frieden.“
Auf Antrag des Thüringer Landtages trägt die Zufahrtsstraße zum Parlament in Erfurt seit 20. Dezember 2002 zur Erinnerung und als Würdigung den Namen des Schriftstellers und DDR-Bürgerrechtlers Jürgen Fuchs. Seitdem lautet die offizielle Anschrift des Thüringer Landtags Jürgen-Fuchs-Straße 1.
Im August 2009 enthüllte Landtagspräsidentin Dagmar Schipanski im Foyer des Fraktionsgebäudes an der Wand gegenüber dem Ricarda-Huch-Spruch eine Gedenktafel mit den Worten: Der Thüringer Landtag gedenkt aller verfolgter Politiker des Landes Thüringen 1945–1952, unter denen folgende drei Politiker benannt und porträtiert sind: Hermann Becker (LDP), Hermann Brill (SPD) und Hugo Dornhofer (CDU).